# 浦安市立明海中学校
浦安市立明海中学校（うらやすしりつ あけみちゅうがっこう）は、千葉県浦安市明海にある公立中学校。校区は明海地区。略称は「明中」（あけちゅう）。

## 概要
2006年に、浦安市立日の出中学校から分離して開校した公立校で、市内では唯一の小中合同校舎を持つ学校である。
開校以降、初代校長の藤田朗と教員、生徒が一体となって学校づくりが行われた。2007年に生徒会が発足、翌年5月に初の生徒総会。知・徳・体の三つの柱が教育の中心である。
また、市内で唯一、管弦楽部(オーケストラ部)がある。平成21年度に市と音楽関係者により行われた「市民と市町の意見交換会」で、小中学生のジュニアオーケストラを育てて欲しいという要望から、平成22年度より吹奏楽部から名称、構成を変更することとなった。

### 校歌
- 2007年2月20日発表
- 作詞：渡邉優美（第二期OG）
- 作曲：池辺晋一郎

### 校章
小柴雅樹によって作章され、2007年2月20日に学校で発表。「明海」地区の頭文字の「a」をモチーフとし、3本の波を「知」「徳」「体」であらわしたものである。

## 教育目標
豊かさと確かさを身につけた生徒の育成

## 沿革
- 2006年4月1日 - 浦安市立日の出中学校から分離開校
- 2006年4月3日 - 初代校長 藤田 朗 着任…「浦安の開成」を目指すと宣言（第一回、二回入学式にて）。
- 2006年11月1日 - 校服を着用開始
- 2007年2月20日 - 校章・校歌発表
- 2010年4月1日 - 二代校長 足立八重子 着任

## 部活動
- 野球部
- サッカー部
- ソフトテニス部（男・女）
- 陸上部
- 女子バレーボール部
- 女子バスケットボール部
- 管弦楽部
- 文化総合部（新設）
- 特設部

## 画像

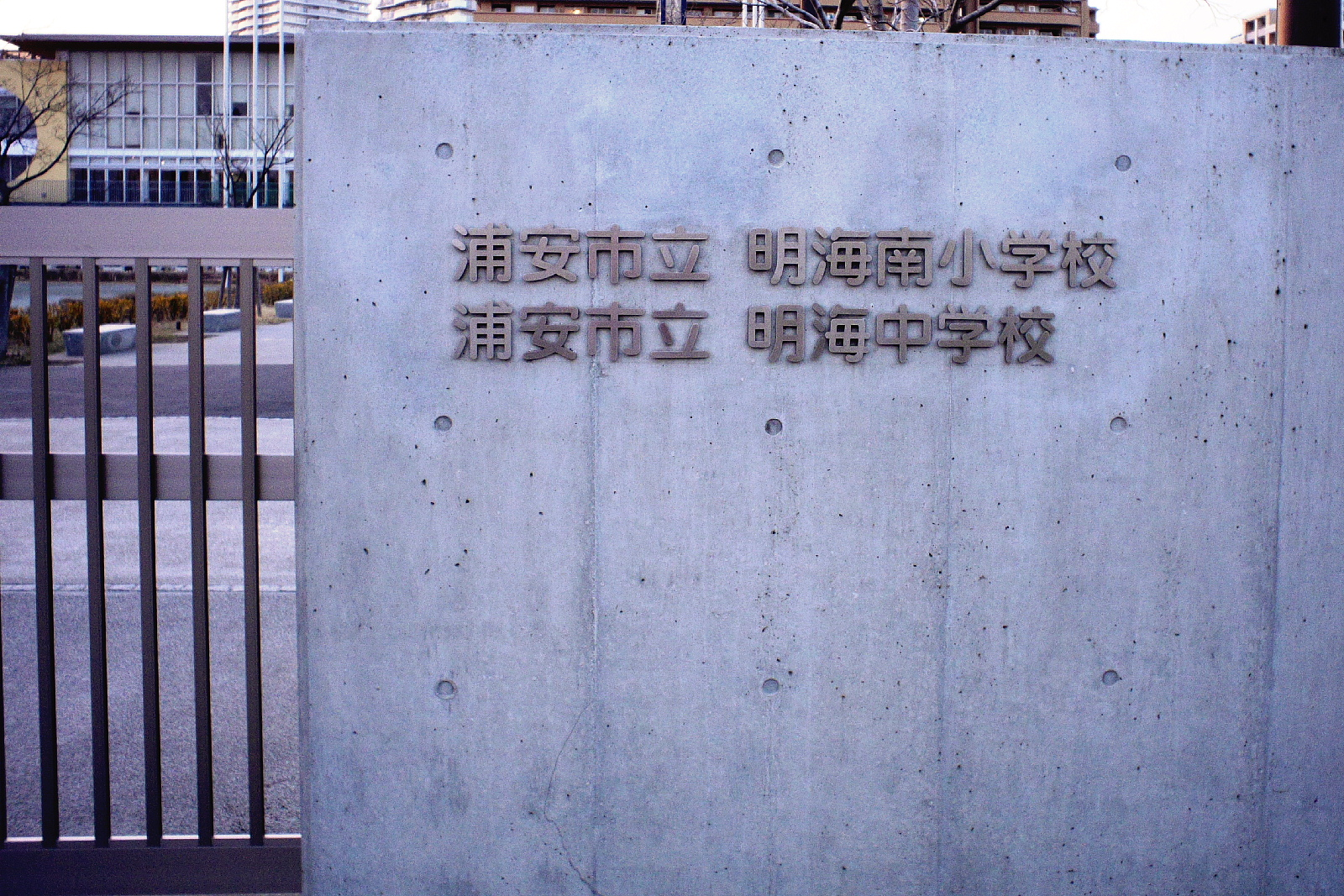
浦安市立明海南小学校、明海中学校合同校舎 校門
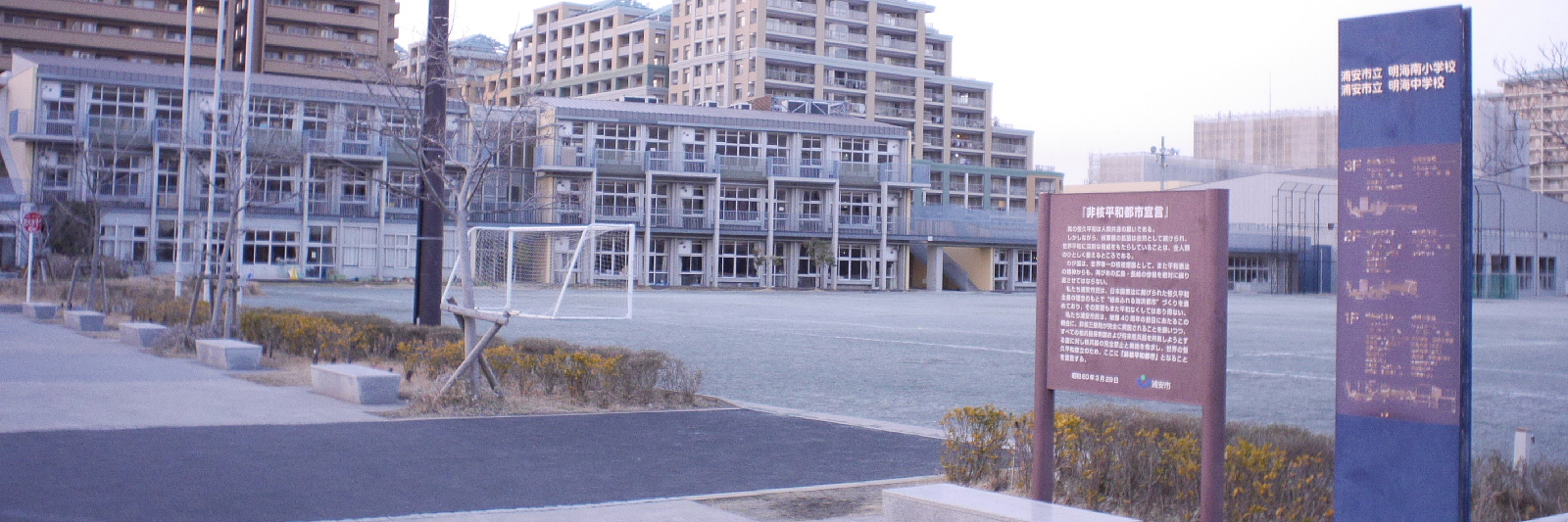
校門から見える運動場